# Justin Brazeau
Pour les articles homonymes, voir Brazeau.
Justin Brazeau (né le 2 février 1998 à New Liskeard dans la province de l'Ontario au Canada) est un joueur professionnel canadien de hockey sur glace. Il évolue au poste d'attaquant.

## Biographie
En 2015, il commence sa carrière junior dans la Ligue de hockey junior du Nord de l'Ontario avec les Voodoos de Powassan. De 2015 à 2019, il porte les couleurs du Battalion de North Bay dans la Ligue de hockey de l'Ontario. En 2019, il passe professionnel avec les Growlers de Terre-Neuve dans l'ECHL. 
Le 19 février 2024, il joue son premier match dans la Ligue nationale de hockey avec les Bruins de Boston face aux Stars de Dallas et inscrit son premier but.
Alors qu'il écoule la dernière année de son contrat avec les Bruins, le Wild du Minnesota fait son acquisition lors d'une transaction le 6 mars 2025. En retour, les Bruins reçoivent le joueur de centre Marat Khousnoutdinov, l'ailier Jakub Lauko et un choix de 6e ronde au repêchage de 2026.

## Trophées et honneurs personnels
- LHO :
  - 2018-2019 : nommé dans la première équipe des étoiles.
  - 2018-2019 : termine meilleur buteur.
  - 2018-2019 : remporte le Trophée Jim-Mahon.
  - 2018-2019 : remporte le Trophée Leo-Lalonde.

- ECHL :
  - 2019-2020 : nommé dans l'équipe des recrues.

## Statistiques
| Saison    | Équipe                  | Ligue |    | Saison régulière | Saison régulière | Saison régulière | Saison régulière | Saison régulière |   | Séries éliminatoires | Séries éliminatoires | Séries éliminatoires | Séries éliminatoires | Séries éliminatoires |
| Saison    | Équipe                  | Ligue | PJ | B                | A                | Pts              | Pun              | PJ               | B | A                    | Pts                  | Pun                  |                      |                      |
| 2014-2015 | Voodoos de Powassan     | LHJNO | 5  | 1                | 3                | 4                | 0                | 5                | 0 | 0                    | 0                    | 2                    |                      |                      |
| 2015-2016 | Battalion de North Bay  | LHO   | 65 | 6                | 7                | 13               | 8                | 11               | 0 | 0                    | 0                    | 2                    |                      |                      |
| 2016-2017 | Battalion de North Bay  | LHO   | 67 | 22               | 15               | 37               | 10               | -                | - | -                    | -                    | -                    |                      |                      |
| 2017-2018 | Battalion de North Bay  | LHO   | 68 | 39               | 36               | 75               | 26               | 5                | 5 | 2                    | 7                    | 2                    |                      |                      |
| 2018-2019 | Battalion de North Bay  | LHO   | 68 | 61               | 52               | 113              | 40               | 5                | 1 | 0                    | 1                    | 8                    |                      |                      |
| 2019-2020 | Growlers de Terre-Neuve | ECHL  | 57 | 27               | 28               | 55               | 12               | -                | - | -                    | -                    | -                    |                      |                      |
| 2019-2020 | Marlies de Toronto      | LAH   | 1  | 0                | 0                | 0                | 0                | -                | - | -                    | -                    | -                    |                      |                      |
| 2020-2021 | Marlies de Toronto      | LAH   | 21 | 4                | 1                | 5                | 6                | -                | - | -                    | -                    | -                    |                      |                      |
| 2021-2022 | Mariners du Maine       | ECHL  | 18 | 10               | 10               | 20               | 4                | -                | - | -                    | -                    | -                    |                      |                      |
| 2021-2022 | Bruins de Providence    | LAH   | 51 | 15               | 16               | 31               | 6                | 2                | 0 | 0                    | 0                    | 0                    |                      |                      |
| 2022-2023 | Bruins de Providence    | LAH   | 67 | 16               | 29               | 45               | 20               | 4                | 2 | 1                    | 3                    | 2                    |                      |                      |
| 2023-2024 | Bruins de Providence    | LAH   | 49 | 18               | 19               | 37               | 14               | -                | - | -                    | -                    | -                    |                      |                      |
| 2023-2024 | Bruins de Boston        | LNH   | 19 | 5                | 2                | 7                | 2                | 9                | 1 | 1                    | 2                    | 12                   |                      |                      |
| 2024-2025 | Bruins de Boston        | LNH   | 57 | 10               | 10               | 20               | 16               | -                | - | -                    | -                    | -                    |                      |                      |